# MRPL55
MRPL55‏ (Mitochondrial ribosomal protein L55) هوَ بروتين يُشَفر بواسطة جين MRPL55 في الإنسان.
تُشفَّر بروتينات الريبوسومات الميتوكوندريا الثديية بواسطة الجينات النووية، وتُساعد في تخليق البروتين داخل الميتوكوندريا. تتكون ريبوسومات الميتوكوندريا (الميتوكرونيدات) من وحدة فرعية صغيرة 28S ووحدة فرعية كبيرة 39S. تُقدَّر نسبة البروتين إلى الرنا الريبوسومي في تركيبها بنسبة 75% مقارنةً بريبوسومات بدائيات النواة، حيث تكون هذه النسبة معكوسة. ومن الفروقات الأخرى بين الميتوكوندريا الثديية والريبوسومات بدائية النواة احتواء الأخيرة على الرنا الريبوسومي 5S.
تختلف البروتينات المكونة للميتوكرونيدات بين الأنواع المختلفة اختلافًا كبيرًا في التسلسل، وأحيانًا في الخصائص الكيميائية الحيوية، مما يُعيق سهولة التعرف عليها من خلال تشابه التسلسل. ويُشفِّر هذا الجين بروتين الوحدة الفرعية 39S. وقد جرى تحديد متغيرات متعددة من النسخ تُشفِّر شكلين مختلفين من خلال تحليل التسلسل.